# Tuyo
"Tuyo" é uma canção ao estilo balada grupera  de 2015 composta e interpretada por Rodrigo Amarante para a abertura da série norte-americana Narcos, série original da Netflix.
A música integra o álbum Narcos: A Netflix Original Series, trilha sonora da série Narcos, sendo a segundo faixa do repertório que recebe assinatura de Pedro Bromfman nas demais composições.
Para compor a canção, Amarante teria se inspirado imaginando o que a mãe de Pablo Escobar teria escutado enquanto cuidava do filho jovem e ambicioso que viria a ser um dos traficantes mais famosos do mundo.